# 线萼山梗菜
线萼山梗菜（学名：Lobelia melliana）为桔梗科半边莲属下的一个种。

## 扩展阅读
- 維基物種上的相關：线萼山梗菜